# Kerè
Kerè est l'un des dix arrondissements de la commune de Dassa-Zoumè dans le département des Collines au Bénin.

## Géographie
Kerè est situé au centre du Bénin et compte 7 villages que sont Erokowari, Igoho, Itagui, Kerè, Kpakpada Agbakossare, Okemere et Tangbe.

## Démographie
Selon le recensement de la population de 2013 conduit par l'Institut national de la statistique et de l'analyse économique (INSAE), Kerè compte 9 374 habitants  .